# Lizzano
Lizzano est une commune de la province de Tarente, située dans les Pouilles, plus précisément dans le Salento, à 25 km de la capitale provinciale Tarente.

## Géographie
La ville de Lizzano est située dans une zone presque plate. L'altitude varie entre un minimum au niveau de la mer, à proximité du littoral, et un maximum de 96 m d'altitude près de la Lizzano serres. L'hôtel de ville est situé à une altitude de 42 mètres. Le Marina di Lizzano est à 5 km de la ville.
Le littoral, essentiellement de sable et composé de fines dunes de sable blanc, se caractérise par une végétation typique de la garrigue méditerranéenne. Le paysage agricole est caractérisé par des oliviers, des cultures d'arbres fruitiers, entrecoupées de terres arables et de vignes. La végétation naturelle et de la Méditerranée occupent les zones les plus élevées et les zones rocheuses et des dunes. 
La campagne, pleines de vestiges de la période néolithique, se caractérise par la présence de murs en pierre, des miroirs, environ 35 fermes disséminées dans la ville et des bâtiments en pierre traditionnelle du Salento. Le trullo (du type de salentino aussi appelé truddi, pagghiare, furnieddi ou Casedde), est une construction faite avec des pierres retirées du sol rocheux pour les rendre cultivables. Ces bâtiments ont été utilisées comme refuge pour animaux, pour stocker des outils et abriter des personnes.

## Administration
| Période                                  | Période  | Identité                      | Étiquette               | Qualité |
| ---------------------------------------- | -------- | ----------------------------- | ----------------------- | ------- |
| 15 april 2008                            | En cours | Dario Maria Fortunato Macripò | Le Peuple de la liberté |         |
| Les données manquantes sont à compléter. |          |                               |                         |         |

### Communes limitrophes
Fragagnano, Sava, Tarente, Torricella.